# San Giuliano dei Fiamminghi (titre cardinalice)
La diaconie cardinalice de San Giuliano dei Fiamminghi (Saint Julien des Flamands) est instituée par Jean-Paul II à l'occasion du consistoire du 26 novembre 1994. Elle est rattachée à l'église San Giuliano dei Fiamminghi qui se trouve dans le rione Sant'Eustachio au centre de Rome.

## Titulaires
- Jan Pieter Schotte, CICM (1994 - 2005)
- Walter Brandmüller (2010-)

## Sources
- (it) Cet article est partiellement ou en totalité issu de l’article de Wikipédia en italien intitulé « San Giuliano dei Fiamminghi (diaconia) » (voir la liste des auteurs) du 19 décembre 2007.